# The Descendants
Pour plus de détails, voir Fiche technique et Distribution.
The Descendants (Les Descendants au Québec) est une comédie dramatique américaine réalisée par Alexander Payne, sortie en 2011. Il s'agit d'une adaptation cinématographique du roman Les Descendants (en) de Kaui Hart Hemmings (en).

## Synopsis
À Honolulu, son épouse Elizabeth étant tombée dans le coma à la suite d'un accident de bateau, Matt King, un avocat chargé par sa famille de mettre en vente des terres familiales (les dernières plages tropicales vierges des îles, héritées de ses ancêtres hawaiiens), prend en charge ses deux filles qu'il avait délaissées, puis se confronte à l'amant de sa femme à la faveur d'une escapade familiale sur l'île Kauai.

## Fiche technique
- Titre original et français : The Descendants
- Titre québécois : Les Descendants
- Réalisation : Alexander Payne
- Scénario : Nat Faxon, Jim Rash et Alexander Payne d'après le roman paru en 2007 Les Descendants de Kaui Hart Hemmings (en)
- Direction artistique : Jane Ann Stewart
- Décors : T. K. Kirkpatrick
- Costumes : Wendy Chuck
- Photographie : Phedon Papamichael
- Montage : Kevin Tent
- Production : Jim Burke (en), Alexander Payne et Jim Taylor
- Société de production : Ad Hominem Enterprises en association avec Dune Entertainment
- Sociétés de distribution : Fox Searchlight Pictures (États-Unis), Twentieth Century Fox France (France)
- Budget : 20 millions de dollars
- Pays de production :  États-Unis
- Langue originale : anglais
- Format : Couleur - 35 mm - 2.35:1 -  Son Dolby numérique
- Genre : comédie dramatique
- Durée : 115 minutes
- Dates de sortie :
  - États-Unis : 2 septembre 2011 (festival du film de Telluride)
  - États-Unis : 16 novembre 2011
  - France : 25 janvier 2012
  - Belgique : 5 février 2012

## Distribution
Source et légende : Version françaises (VF)
- George Clooney (VF : Samuel Labarthe) : Matthew « Matt » King
- Judy Greer (VF : Martine Irzenski) : Julie Speer
- Matthew Lillard (VF : Jean-Philippe Puymartin) : Brian Speer, le mari de Julie
- Shailene Woodley (VF : Jessica Monceau) : Alexandra King, la fille aînée de Matt, 17 ans
- Beau Bridges (VF : José Luccioni) : le cousin Hugh
- Robert Forster (VF : Jean-Yves Chatelais) : Scott, le beau-père de Matt
- Mary Birdsong (VF : Micky Sébastian) : Kai Mitchell, amie du couple King
- Rob Huebel (en) (VF : Gérard Darier) : Mark Mitchell, le mari de Kai, ami du couple King
- Matt Corboy (en) (VF : Éric Legrand) : le cousin Ralph
- Laird Hamilton : Troy Cook, le néandertalien
- Amara Miller (VF : Léa Taïeb) : Scottie King, la fille cadette de Matt, 10 ans
- Nick Krause (VF : Christophe Lemoine) : Sid, un ami d'Alexandra
- Patricia Hastie : Elizabeth King

## Accueil

### Accueil critique
The Descendants reçoit en majorité des critiques positives. L'agrégateur Rotten Tomatoes rapporte que 92 % des 51 critiques ont donné un avis positif sur le film, avec une très bonne moyenne de 8,6⁄10. L'agrégateur Metacritic donne une note de 84 sur 100 indiquant des « critiques positives ».
En France, le site Allociné propose une note moyenne de 3,7⁄5 à partir de l'interprétation de critiques provenant de 29 titres de presse.

### Box-office
En France, 753 915 spectateurs ont vu le film avec 286 081 entrées en première semaine puis 146 151 entrées en seconde semaine. Aux États-Unis, les recettes du film s'élèvent à 82 584 160 $, tandis que les recettes mondiales s'élèvent à 177 243 185 $. Il est, alors, le plus grand succès commercial du réalisateur Alexander Payne,.

## Distinctions

### Récompenses
- Satellite Awards 2011 :
  - Satellite Award du meilleur film dramatique
- Los Angeles Film Critics Association 2011 : 
  - Meilleur film
- Golden Globes 2012 :
  - Meilleur film dramatique
  - Meilleur acteur dans un film dramatique pour George Clooney
- Oscars 2012 : 
  - Meilleur scénario adapté

### Nominations
- BAFTA 2012 : 
  - Meilleur film

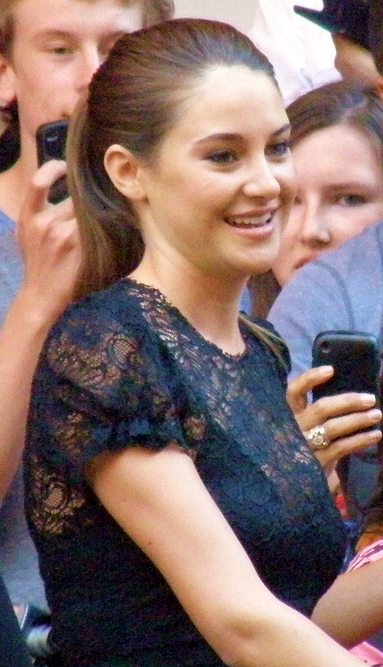
L'actrice principale Shailene Woodley, à la présentation du film au TIFF 2011.

  - Meilleur acteur pour George Clooney
  - Meilleur scénario adapté pour Alexander Payne, Nat Faxon et Jim Rash
- Oscars 2012 :
  - Meilleur film
  - Meilleur réalisateur pour Alexander Payne
  - Meilleur acteur pour George Clooney
  - Meilleur montage
- Golden Globes 2012
  - Meilleur scénario
  - Meilleure actrice dans un second rôle pour Shailene Woodley
  - Meilleur réalisateur pour Alexander Payne